# Mohammad Reza Pahlavi
Mohammad Reza Pahlavi (persiska: محمد رضا پهلوی), född 26 oktober 1919 i Teheran i Persien (nuvarande Iran), död 27 juli 1980 i Kairo i Egypten, var shah av Iran (formellt Shahanshah-Aryamehr, "Konungarnas konung och Ariernas ljus") 1941–1979. Som Irans siste shah präglade hans långa styre landet med en kombination av sekularism, paniranism, iransk nationalism och social modernism, bland annat kvinnlig rösträtt samt jordreformer. Han avled av cancer i exil i Egypten.

## Biografi
I april 1926 blev Mohammad Reza Pahlavi kronprins av Persien. 1941 blev han shah av Iran efter att hans far, Reza shah Pahlavi, vid en invasion av Sovjetunionen och Storbritannien tvingats abdikera på grund av påstådd tyskvänlighet. De tillhörde Pahlavidynastin. Iran var ockuperat av de allierade (Sovjetunionen, Storbritannien och USA) 1941-1946.
1951 blev Mohammed Mossadeq regeringschef och landets första demokratiskt valda ledare. Han genomdrev samma år en lag om förstatligande av det brittiskägda Anglo-Iranian Oil Company, vilket ledde till konflikt med Storbritannien. Shahen tvingades fly Iran 1953 men återvände inom några dagar. Mossadeq avsattes samma år genom en statskupp, initierad av den amerikanska underrättelsetjänsten CIA och brittiska MI 6 och genomförd av iranska monarkister under ledning av generalen Fazlollah Zahedi. Shahen återinsattes som konstitutionell statschef och tog full kontroll över regeringen.
År 1962 genomförde Pahlavi en rad samhällsreformer under namnet den vita revolutionen. Detta medförde att feodalismen avskaffades, att analfabetismen minskade och att sjukvårds- och utbildningssystemen förbättrades. Landets industri byggdes upp, jämlikheten förbättrades och ekonomin fick ett uppsving. Även Irans kvinnor fick en avsevärt förbättrad social och rättslig ställning i samhället. Pahlavi fortsatte med sekulariseringsprocessen och moderniseringen som hans far påbörjat. Klyftan mellan den stora andelen fattiga och överklassen växte. Mullorna protesterade mot det ökade västliga inflytandet som hotade de muslimska traditionerna.
1963 dödades ett tiotal demonstranter av militären. Demonstranterna krävde att den fängslade fundamentalistiskt shiamuslimske ledaren, ayatollah Ruhollah Khomeini skulle frisläppas. Denne hade uppmanat till uppror mot statens landreform och kvinnors rösträtt.
Den 26 oktober 1967 lät Pahlavi och hans gemål Farah Diba sig krönas till shah och shahbanu (kejsare och kejsarinna). 1971 firade landet den persiska monarkins 2500-årsjubileum med stora festligheter.
Under 1970-talet växte ekonomin i takt med ökande oljepriser. Pahlavi försökte göra Iran till en modern industriell stormakt och stärkte landets inflytande i regionen. I samband med den världsomspännande energikrisen 1973 och efter att shahen bestämt att Iran skulle fyrdubbla oljepriserna började västländer (som var beroende av olja) visa sitt missnöje med hans politik. 1975 blev Iran en enpartistat under det rojalistiska partiet Rastakhiz sedan shahen låtit upplösa alla andra partier.
Levnadsstandarden i landet hade förbättrats avsevärt och med det den politiska medvetenheten. I mitten av 1970-talet studerade 50 000 unga iranier utomlands på statliga stipendier. Dessa återvände till sitt hemland och bidrog till att bygga upp landets industrier och infrastruktur. Samtidigt ökade klyftorna i landet genom att staten ensidigt satsade på storindustri och negligerade den traditionella köpmannaekonomin. Genom den ekonomiska högkonjunkturen och liberaliseringar på det sociala området började traditionella grupper i samhället protestera, främst ulaman och köpmännen (basarhandlarna). Sedan anslöt sig även radikala militanta vänstergrupper till oppositionen som motsatte sig shahens nationalism. 

### Revolution och exil

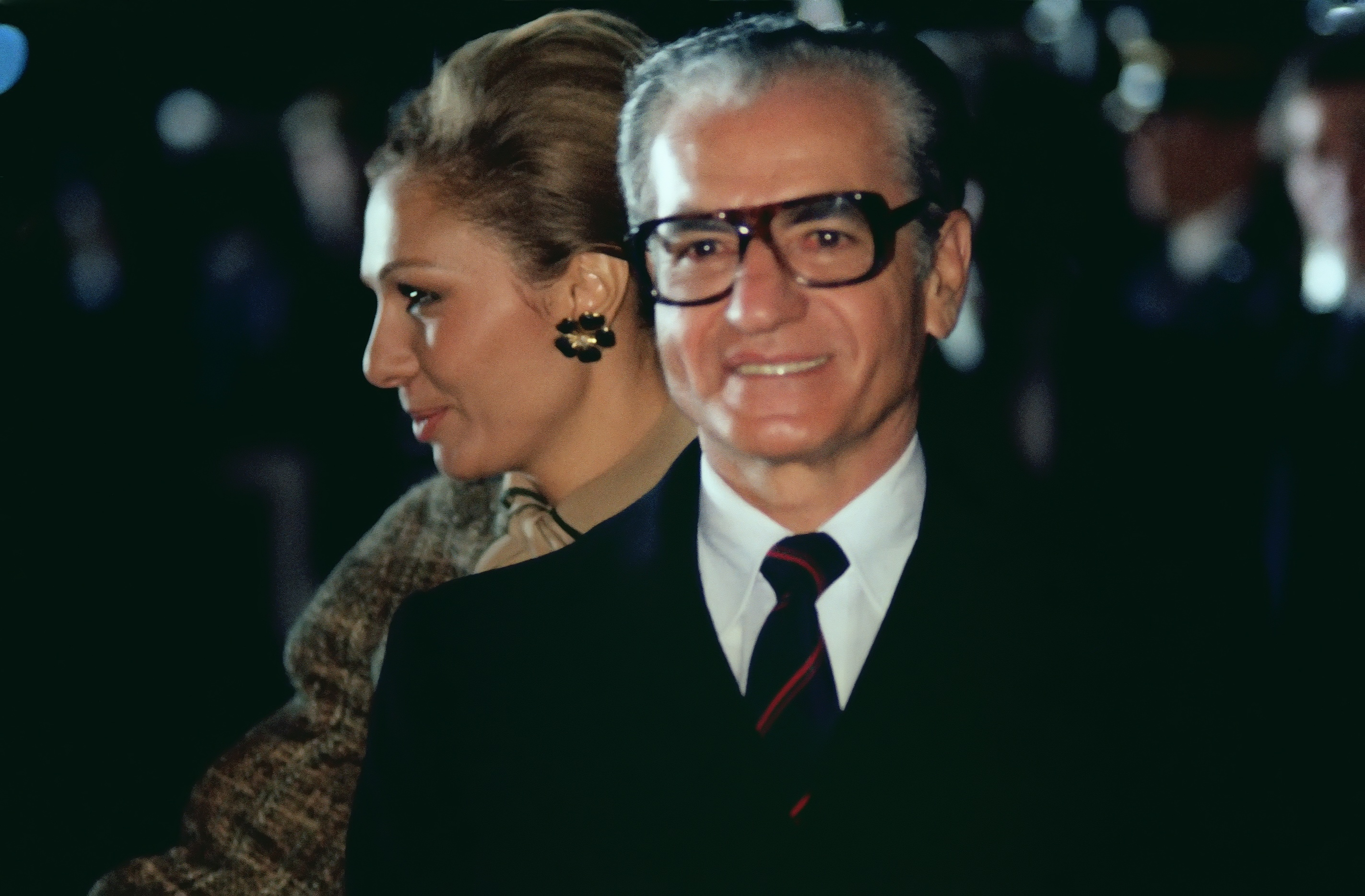
Shah Mohammad Reza Pahlavi och kejsarinnan Farah, i november 1977.

1977 dödades ayatollah Ruhollah Khomeinis äldste son Mustafa under mystiska omständigheter i Najaf, vilket utlöste våldsamma protester av teologistudenter. Sex demonstranter sköts till döds. 1978 infördes undantagstillstånd. Ayatollah Khomeini hade redan 1963 visat sitt missnöje med den vita revolutionen. Många mullor var jordägare och opponerade sig mot landreformen och kvinnors rösträtt. Khomeini, som utvisats till Turkiet 1963, sedan till Irak och 1978 till Paris, hade stor frihet att uttala sig och blev en viktig röst för oppositionen mot shahens reformer. Han krävde ett återvändande till islams renläriga principer. 88 demonstranter dödades på Jalehtorget i Teheran. 1979 lovade shahen efter protester att utlysa nyval och tillsatte Nationella Frontens ledarfigur Shapour Baktiar som premiärminister. Men Khomeini krävde att shahen skulle avrättas. Folket massmobiliserades mot monarkin och landet kastades in i ett våldsamt kaos. Den Iranska revolutionen startade.
Den 16 januari 1979 lämnade Mohammad Reza Pahlavi och hans hustru, Farah Pahlavi, Iran på grund av ökande protester av studenter och imamer. Den 1 februari 1979 kom Khomeini tillbaka till Iran från sin exil i Frankrike. Khomeini skapade en teokratisk stat utan politiska partier. Revolutionärer tog 66 amerikaner gisslan på ambassaden i Teheran (se gisslankrisen i Iran). USA införde en ekonomisk bojkott mot Iran.
Den 27 juli 1980 avled Mohammad Reza Pahlavi i Egypten av makroglobulinemi (blodcellscancer). Den dåvarande presidenten i Egypten, Anwar Sadat, gav shahen en statsbegravning. Efter shahens död utropades hans son Reza Pahlavi II till ny shah i exil. Den 22 september samma år blev Iran invaderat av grannlandet Irak, och Iran–Irak-kriget startade.

## Mohammad Reza Pahlavi och Sverige
Mohammad Reza Pahlavi besökte Stockholm den 7–11 maj 1960, då han även mottog Serafimerorden och besökte Skoklosters slott samt Bofors. Efter shahens hemkomst mottog kung Gustaf VI Adolf följande telegram:
| ” | När jag lämnar Sveriges gästfria stränder vill jag än en gång till Ers Majestät ge uttryck för min djupt kända tacksamhet. De varma känslor mot Persien som kommit till uttryck hos Ert nobla folk kommer alltid att dröja kvar i mitt minne. Jag bär med mig mycket angenäma minnen från mitt besök i Ert fascinerande land och har en känsla av att Vi har nått fram till bättre förståelse och starkare vänskapsband mellan Våra båda länder. | „ |
| – | |   |

Mohammad Reza Pahlavis bok Mitt liv för mitt land finns översatt till svenska.

## Officiell titel
شاهنشاه, Shâhanshâh (kejsare, eg. "Konungarnas konung").

## Giftermål
1. 1939–1948 med prinsessan Fawzia av Egypten, dotter till kung Fuad I av Egypten och syster till kung Farouk I av Egypten. Äktenskapet slutade i skilsmässa.
2. 1951–1959 med Soraya Esfandiary; äktenskapet var barnlöst och slutade med skilsmässa.
3. 1959–27 juli 1980 med Farah Diba

## Barn
- Shahnaz Pahlavi, född 27 oktober 1940
- Cyrus-Reza, född 31 oktober 1960 (Reza Pahlavi II)
- Farahnaz, född 12 mars 1963
- Ali-Reza, född 28 april 1966, död genom självmord 4 januari 2011
- Leila, född 27 mars 1970, död genom självmord 10 juni 2001

## Utmärkelser
- Storkors av Hederslegionen,  15 juni 1939[6]
- Överkommendör av Legion of Merit,  7 oktober 1947[7]
- Victoriakedjan,  21 juli 1948[7]
- Croix de Guerre 1939–1945,  3 augusti 1948[7]
- Gyllene sporrens orden,  20 augusti 1948[7]
- Förbundsrepubliken Tysklands förtjänstorden - storkors av särskilda klassen,  27 februari 1955[7]
- Kedja av Isabella den katolskas orden,  22 maj 1957[8][9][10]
- Storkorsriddare med kedja av Republiken Italiens förtjänstorden,  26 augusti 1957[11]
- Kedja av Krysantemumorden,  13 maj 1958[7]
- Riddare av Elefantorden,  1959
- Österrikiska republikens förtjänstorden i guld,  1960[12]
- Storkors av San Martín Befriarens orden,  17 maj 1965[7]
- Storkedja av Henrik Sjöfararens orden,  27 juli 1967[13]
- Malaysias kronorden,  16 januari 1968[7]
- Storkorset med kedja av Finlands Vita Ros orden,  22 juni 1970[14]
- Storkors av Polonia Restituta
- Sydkoreas grundlagsorden
- Frälsarens orden
- Hedersdoktor vid Libanesiska universitetet
- Hedersdoktor vid Harvard University
- Gynnsamma molns orden
- Riddare med storkors av Bathorden
- Miljon elefanter och vitt parasoll-orden
- Vita lejonets orden

[Redigera Wikidata]